# 手水の縁
手水の縁（てみずのえん、ティミジヌイン）は、沖縄の伝統芸能である組踊の演目。島尻の波平大主の子、山戸と知念山口の盛小屋の一人娘玉津との恋を描いた物語である。
1732年に琉球王国の和文学者平敷屋朝敏によって書かれた。

## あらすじ
瀬長山を散歩中の山戸は波平玉川で水を飲もうとして、川で髪を洗おうとしていた知念山口の盛小屋大主の一人娘玉津に出会い、互いに惹かれ合う。しかし事態が発覚し、盛小屋の大主は玉津を知念の浜で打ち首にすることを命じる。執行される直前に山戸が刑場に駆け込んできて自分が玉津の身代わりになることを願い出る。山戸の申し出に心が動かされた刑の執行役は二人を逃がし、大守には執行したと虚偽の報告をすることにする。二人は礼を述べて夜の闇に消えていく。

## 登場人物
- 山戸 - 波平大主の子。
- 玉津 - 知念山口の盛小屋の一人娘。
- 志喜屋の大屋子 - 玉津の刑の執行役。
- 山口の西掟 - 玉津の刑の執行役。

## 引用文献
- 比嘉加津夫『平敷屋朝敏 下（比嘉加津夫文庫⑰）』サザンプレス, 1991年.